# Makijaż permanentny

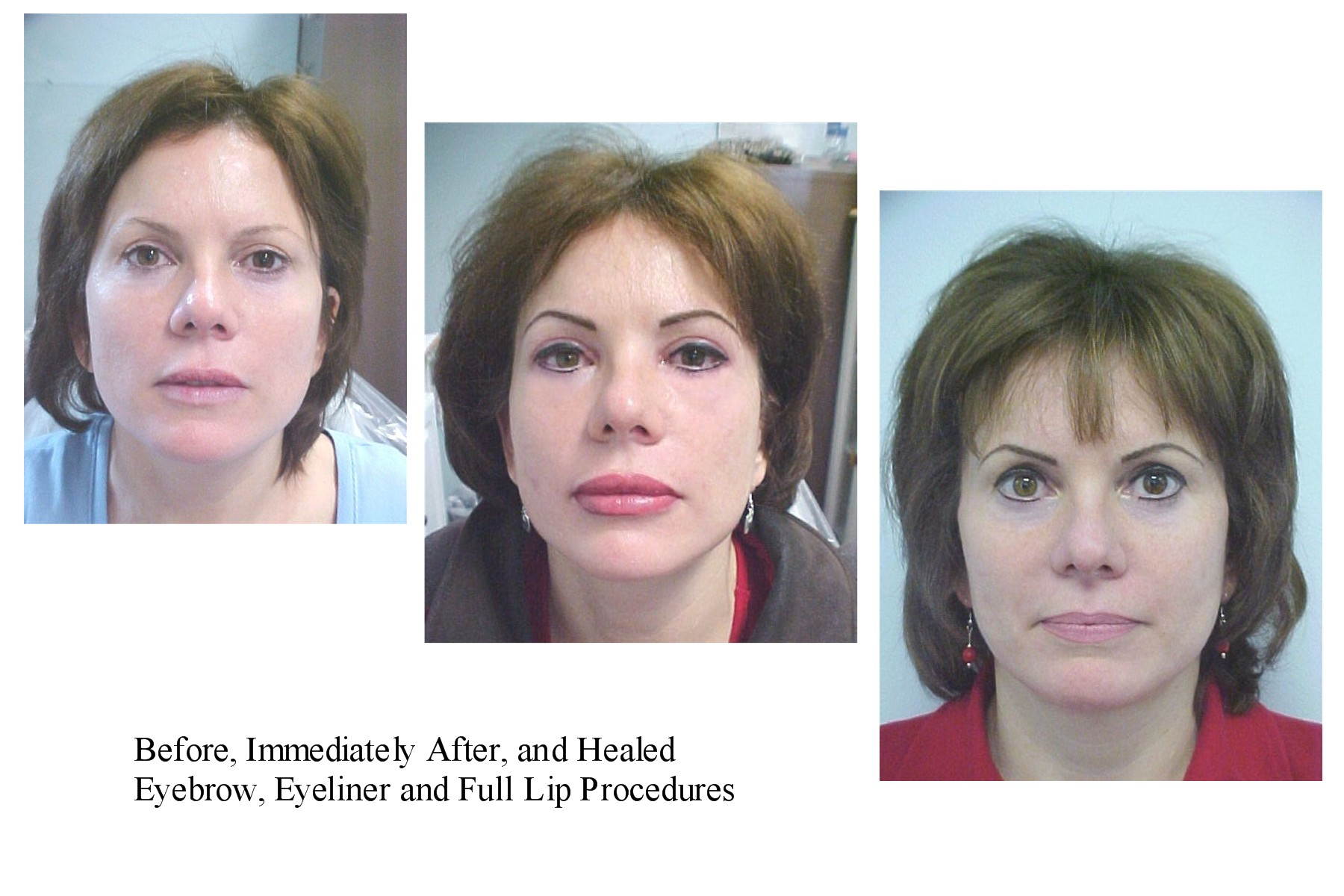
Kobieta przed wykonaniem makijażu permanentnego, tuż po i po wygojeniu

Makijaż permanentny – makijaż stały, polegający na wprowadzeniu pod skórę odpowiednich pigmentów, stosowany głównie w okolicach ust, brwi i oczu. Sposób nakładania podobny jest nieco do tatuowania, efekt utrzymuje się 2 do 5 lat. Polega na wprowadzeniu metabolicznie obojętnych granulek pigmentu pod skórę.